# Balneario Caleta Olivia
El Balneario Caleta Olivia con sus 4.360 metros de largo, se encuentra al entre Playa Las Roquitas y el Puerto Caleta Paula en la ciudad de Caleta Olivia, más precisamente en la cuenca del Golfo San Jorge.
Señalización estado del mar (Banderas)
|  | Indica la prohibición del baño. |
|  | Playa peligrosa, se permite el baño con limitaciones. Se deberán adoptar las medidas de seguridad que en cada caso se consideren adecuadas. No estará prohibido el baño en zonas donde el bañista no pueda permanecer tocando fondo y con la cabeza fuera del agua.Y los socorristas te irán a socorrer si te pasa algo. |
|  | Playa libre, el baño está permitido, no siendo necesario adoptar medidas especiales distintas a las de la propia protección personal. |